# 한양대학교 ERICA캠퍼스

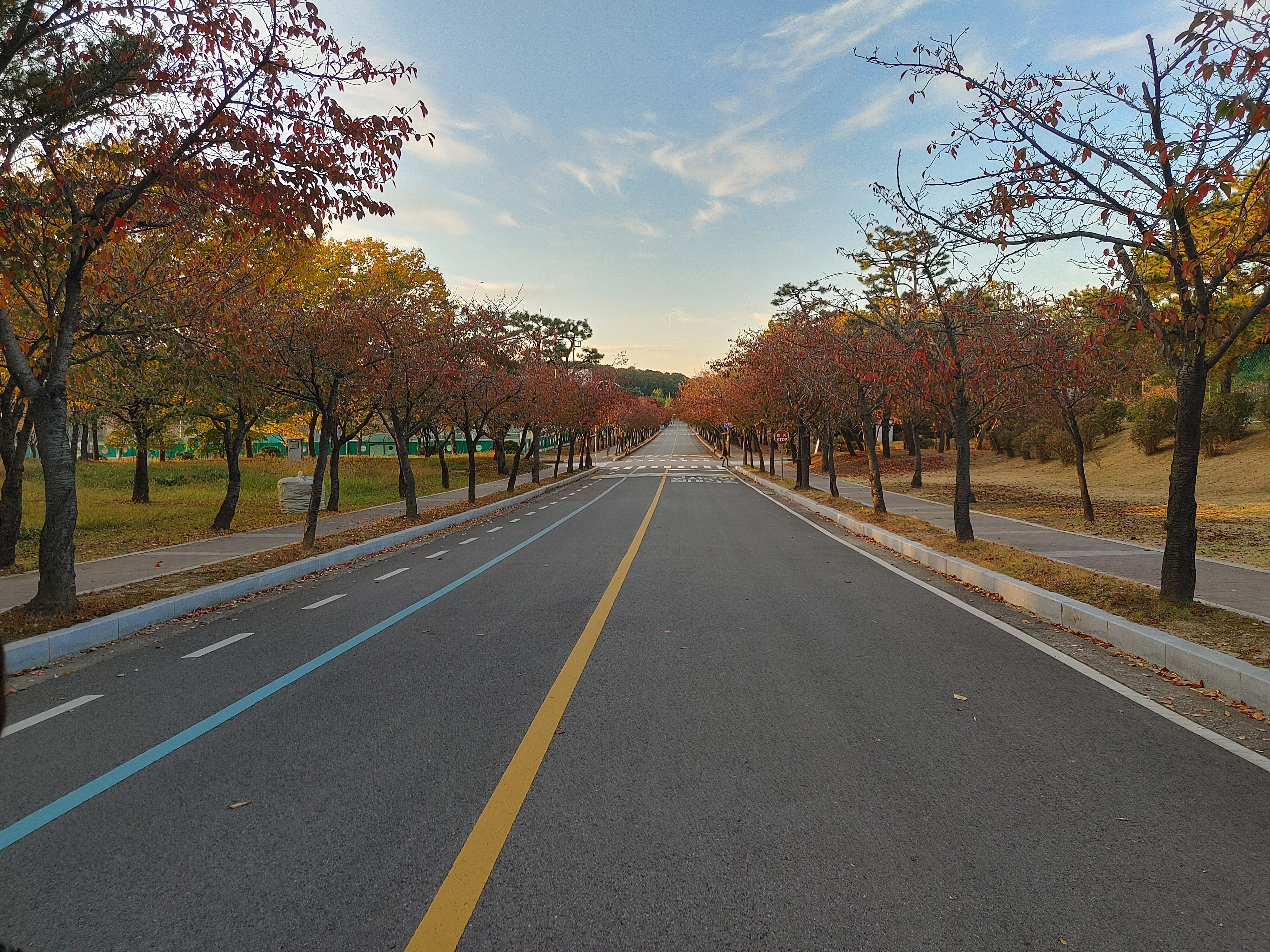

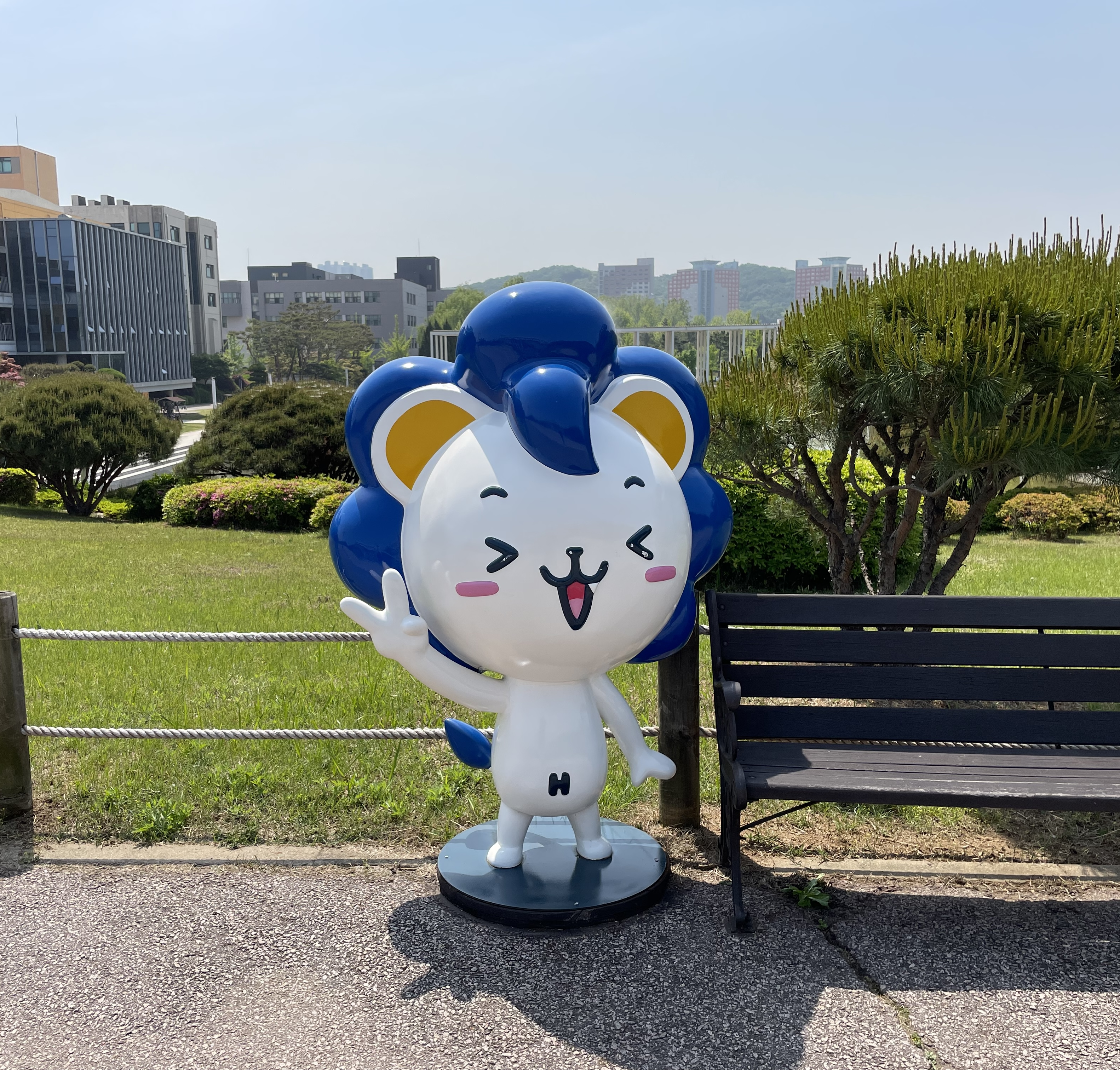
한양대학교 ERICA캠퍼스의 마스코트 하냥이

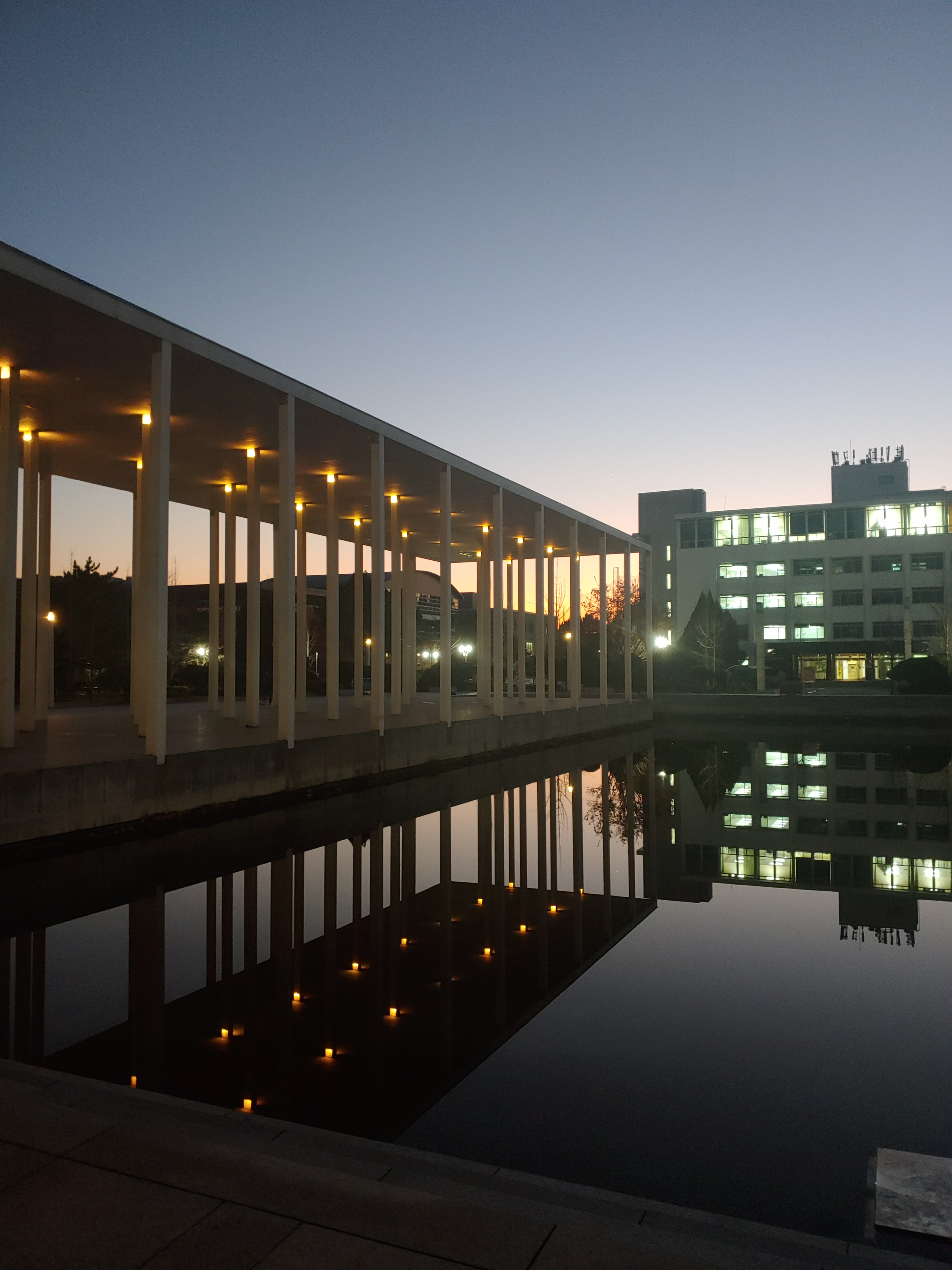
교내 호수공원

한양대학교 ERICA캠퍼스 또는 한양대학교 에리카캠퍼스(漢陽大學校 ERICA캠퍼스, Hanyang University ERICA Campus)는 경기도 안산시에 있는 사립 대학이다. 1978년 경기도 반월공단(현 경기도 안산시 상록구 해양동)에 한양대학교 반월캠퍼스로 시작되었고, 1987년 3월 제2캠퍼스를 안산캠퍼스로의 개명을 거쳐 2009년 12월에는 한양대학교 ERICA(Education Research Industry Cluster at Ansan)캠퍼스로 교명을 변경하였다.

## 연혁
- 1978년 10월 한양대학교 반월분교 설립
- 1981년 3월 한양대학교 반월대학으로 교명 변경
- 1983년 3월 한양대학교 반월캠퍼스로 교명 변경
- 1986년 3월 한양대학교 제2캠퍼스로 교명 변경
- 1987년 3월 한양대학교 안산캠퍼스로 교명 변경
- 2009년 12월 한양대학교 ERICA캠퍼스로 교명 변경

## 교육편제
한양대학교 ERICA캠퍼스의 학부 과정은 2019년 기준, 9개 단과대학 47개 학과로 구성되어있다.
- 공학대학

- 소프트웨어융합대
- 약학대학
- 과학기술융합대학
- 국제문화대학
- 언론정보대학
- 경상대학
- 디자인대학
- 예체능대학

한양대학교 ERICA캠퍼스는 특수대학원으로 융합산업대학원을 설치하여 석사 과정을 수여하고 있다.
2025년부터 학제 개편이 진행되어 학부 과정이 10개 단과대학 46개 학과로 변경되었다.
- 공학대학
- 소프트웨어융합대학
- 약학대학
- 첨단융합대학
- 글로벌문화통상대학
- 커뮤니케이션&컬처대학
- 경상대학
- 디자인대학
- 예체능대학
- LIONS 칼리지

## 교통
- ● 수도권 전철 4호선 · ● 수도권 전철 수인·분당선 한대앞역
- ● 신안산선 한양대역